# Macrodiplophyllum
Macrodiplophyllum es un género de plantas hepáticas perteneciente a la familia Scapaniaceae. Comprende 3 especies descritas y  aceptadas.

## Taxonomía
El género fue descrito por (H.Buch) Perss.  y publicado en Svensk Botanisk Tidskrift 43: 507. 1949.

## Especies
- Macrodiplophyllum imbricatum (M. Howe) Perss.
- Macrodiplophyllum microdontum (Mitt.) Perss.
- Macrodiplophyllum plicatum (Lindb.) Perss.